# Giatrus
Giatrus (яп. ギャートルズ гя:торудзу) — манга Сюндзи Соноямы, по мотивам которой было снято два аниме-сериала, телевизионный сериал (дорама) и анимационный фильм, выпущенный компанией Toho 15 марта 1975 года. Первый из сериалов был дебютным для известного композитора Дзё Хисаиси.

## Манга
Манга Сюндзи Соноямы публикоавалась между 1965 и 1975 в еженедельном журнале Manga Sunday издательства Jitsugyo no Nihon Sha. По мотивам Giatrus было нарисовано две другие манги, Hajime Ningen Gon (яп. はじめ人間ゴン «Первый человек Гон») Хидэо Синоды, которая выходила в журнале Gakushū Magazine компании Gakken в 1966 году; и Hajime Ningen Giatrus (яп. はじめ人間ギャートルズ Hajime Ningen Gyatoruz, «Первый человек Гиатрус»), которая печаталась в Gakunen Magazine издательства Shogakukan в 1974 году.
За эту манги Сонояма был награждён премией Bungeishunju в 1976 году.

## Аниме
Третья манга была адаптирована в аниме-сериал студией TMS Entertainment. Аниме, состоящее из 77 серий, транслировалось по японскому телеканалу TBS между октябрём 1974 и мартом 1976 года. Другое аниме, адаптация второй манги, было сделано на Studio Pierrot и транслировалось между апрелем 1996 и январем 1997 года по NHK-BS2.